# Shen Bao
Le Shen Bao (申報), aussi nommé Shun Pao ou Shen-pao, connu en anglais sous le nom de  Shanghai News, est un journal chinois publié du 30 avril 1872 au 27 mai 1949. Son nom est une abréviation de Shenjiang Xinbao, Shenjiang étant une forme raccourcie de Chunshen Jiang, l'ancien nom du fleuve Huangpu
L'influence de ce journal au début du XXe siècle à Shanghai est telle que le terme Shen Bao zhi (« journal Shen-pao ») est devenu un terme générique en Chine pour qualifier un journal.

## Histoire
Fondé par Ernest Major (1841–1908), un homme d'affaires britannique, en 1872, le Shen Bao est l'un des premiers journaux modernes chinois (lorsque Major retourne en Angleterre en 1889, le journal est réorganisé sous le nom de Major Company Limited).

« Major se différencie des autres éditeurs de journaux étrangers dans deux domaines. Tout d'abord, dès le début, il précise que le nouveau journal serait destiné aux lecteurs chinois, et donc qu'il mettrait l'accent sur les nouvelles et les questions intéressant les Chinois, et non les étrangers. Deuxièmement, il nomma des compradores chinois responsables de la gestion de l'entreprise et laisse les éditeurs chinois choisir les nouvelles et écrire les éditoriaux. Ces deux méthodes se sont avérées très efficaces. Tandis que les compradores chinois utilisent leurs connaissances et leurs contacts avec la communauté locale pour augmenter la diffusion du journal et faire de la publicité, ils gardent le prix du papier à un niveau inférieur à celui de son concurrent. En même temps, les éditeurs chinois travaillent pour faire du Shen Bao un journal qui plait aux lecteurs chinois. En un an, le Shen Bao a mis hors de cours le Shanghai Xinbao avant de devenir le seul journal chinois à Shanghai jusqu'à l'apparition du Xin Bao en 1876 et du Hu Bao en 1882. »

Le Shen Bao joue un rôle central dans l'influence sur l'opinion publique de la fin du XIXe siècle. Un exemple est la campagne qu'il mène dans ses premières années contre la nouvelle pratique consistant à employer des jeunes femmes comme serveuse dans les fumeries d'opium, ce qui « floue la frontière entre les pratiques acceptables et inacceptables en mettant des serveuses dans la position ambiguë de fournir implicitement des services sexuels dans les fumeries d'opium. Pire encore, les fumeries d'opium pratiquant cela sont pour la plupart situées dans la concession française, posant la question de la présence des étrangers à Shanghai ». À la suite de cette campagne, la pratique est interdite (même si elle existe toujours dans la clandestinité). Le journal « innove dans la technologie d'impression, l'utilisation du télégraphe, l'emploi d'un correspondant militaire (envoyé pour couvrir la guerre franco-chinoise au Vietnam en 1884), et l'utilisation de la langue vernaculaire (baihua) », il se construit rapidement la réputation d'être l'un des meilleurs de Chine, devenant entièrement la propriété de Chinois en 1909, et au début du XXe siècle, 30 000 exemplaires sont imprimés chaque jour, 9 000 diffusés à Shanghai et le reste ailleurs en Chine. « Au début des années 1920, son tirage était de 50 000 ; à la fin de la décennie, 100 000 ; et au milieu des années 1930, 150 000 ». Le siège du journal est situé dans la concession internationale de Shanghai, « à environ un pâté de maisons du poste centrale de police ». Dans sa première période, il avait huit pages, avec des nouvelles, des essais, et des publicités ainsi que des décrets impériaux et mémoriaux. « Parce que les politiques éditoriales suivent le principe de « rapporter tout ce qui est possible et laisser les lecteurs déterminer la vérité », beaucoup de rumeurs infondées ont été présentées mais souvent inclus en tant que nouvelles ». Après 1905, il atteint les 20 pages.
Il est fondé comme un journal commercial, et est resté prudent politiquement pendant les trois premières décennies, en soutenant le gouvernement de la dynastie Qing. En 1905, il commence à changer d'orientation, citant les slogans constitutionnalistes de Liang Qichao au Nouvel An ; en 1907 il est vendu à Xi Zipei (1867-1929), son ancien comprador, qui « possède la maison d'édition la mieux capitalisée de Shanghai, le Zhongguo Tushu gongsi (la compagnie de la Bibliothèque chinoise) », est sous l'infuence de Zhang Jian, et devient un journal modérément libéral qui soutient fortement le mouvement constitutionnel. « Il avait les sections suivantes : éditoriaux, actualité internationale, nouvelles nationales, nouvelles locales, industrie et commerce, droit et société, sport et éducation, littérature et art, et publicité. En plus de rapporter les nouvelles importantes de la politique, il avait beaucoup de colonnes spéciales et de suppléments tels que le ziyou tan (« discussion libre »), sur l'automobile, l'éducation et la vie ». En 1912, le contrôle du journal atterri dans les mains de Shi Liangcai. « Dans les années 1930, Shi est un fervent partisan de l'Alliance de défense des droits de l'homme établie par Madame Song Qingling, la seconde épouse du dirigeant révolutionnaire Sun Yat-sen, avec Cai Yuanpei et Lu Xun ».
En 1934, le journal s'« attire la colère du gouvernement en raison de sa forte attitude anti-japonaise. Le 13 novembre, Shih Liangcai, son propriétaire et rédacteur en chef, est mystérieusement assassiné sur la route Shanghai-Hangzhou », la responsabilité de son assassinat est attribuée au ministère de la justice et des enquêtes, et à la très redoutée police secrète de Tchang Kaï-chek,. En 1938, la ville de Shanghai passant sous contrôle japonais, Norwood Francis Allman (1893–1987), un avocat américain qui avait été consul à Shanghai au début des années 1920, est invité par les propriétaires chinois du journal à prendre la place vacante d'éditeur. Le Time écrit en 1940 : « Un linguiste parlant chinois couramment, Allman, lit toutes les histoires parues dans le Shun Pao, écrit des éditoriaux, corrige les éditoriaux écrits par des membres du personnel. Et il travaille sans salaire ». Le journal est en mauvais termes avec les Japonais, et en 1940, un rédacteur en chef adjoint chinois est tué et sa tête déposée dans la rue comme un avertissement aux journalistes. Durant la Seconde Guerre mondiale, le journal passe dans les mains de collaborateurs avec l'occupation japonaise, mais après la guerre, Pan Gongzhan (zh), un influent responsable du Kuomintang qui avait été rédacteur au journal à la fin des années 1920, devient son éditeur et Chen Shunyu son rédacteur en chef. En mai 1949, alors que l'armée populaire de libération prend Shanghai, le journal est fermé.
Une collection complète des éditions du journal est disponible à la bibliothèque de Shanghai (en).